# Johnny Blue
 Johnny Blue, Alemanha no Festival Eurovisão da Canção 1981
"Johnny Blue" foi a canção que representou a Áustria  no Festival Eurovisão da Canção 1981, interpretada em alemão por Lena Valaitis. O referido tema tinha letra de Bernd Meinunger , música de Ralph Siegel e foi orquestrada por Wolfgang Rödelberger. 
A  canção foi terceira a ser interpretada na noite do evento (depois da canção turca Dönme Dolap, interpretada por Modern Folk Üçlüsü e Ayşegül Aldinç e antes da canção luxemburguesa cantada por Jean-Claude Pascal. No final da votação, a canção alemã terminou em segundo lugar e recebeu 132 pontos. É considerada por muitos alemães como uma das melhores que a Alemanha enviou à Eurovisão e daí ter ficado em 9º lugar no concurso  Best of Eurovision.
A canção é uma balada acerca da personagem "Johnny Blue", um rapaz cego que é evitado pelas outras crianças por causa da sua deficiência. Entretanto ele recebe uma guitarra e vai aprender a tocá-la, escrevendo canções em que encoraja outras crianças a ultrapassar os  seus problemas e desta forma vai atingir a fama e a popularidade.